# Sacramento (Californië)
Sacramento is de hoofdstad van de Amerikaanse staat Californië en de hoofdplaats van Sacramento County. De stad ligt aan de samenvloeiing van de Sacramento en de American River in het noorden van de grote Centrale Vallei van Californië. Met een bevolking van 466.488 inwoners volgens de volkstelling van 2010 is het de zesde stad van Californië. Sacramento is bovendien het culturele, economische en politieke centrum van een agglomeratie met meer dan 2,5 miljoen inwoners. Daarmee is het de op drie na grootste agglomeratie van de staat en de 22e van het land. Sacramento is een etnisch diverse en goed geïntegreerde stad.
De stad kwam tot stand door de inspanningen van de Zwitserse migrant John Sutter, zijn zoon John Sutter jr. en James W. Marshall. Door haar strategische ligging groeide Sacramento snel uit tot een grote stad. Tijdens en na de Californische goldrush was Sacramento een belangrijk knooppunt, een centrum voor handel en landbouw, en het eindpunt van verschillende routes. Sacramento is sinds 1854 de hoofdstad van Californië.

## Geschiedenis
Voor de Europese kolonisatie werd de streek bewoond door Nisenan- en Plains Miwok-indianen.
In 1799 of 1808 ontdekte de Spaanse ontdekkingsreiziger Gabriel Moraga de Sacramento Valley en de gelijknamige rivier. Een schrijver op de expeditie beschreef de diverse, vruchtbare vallei. Het was, zo vond hij, als het heilige sacrament. De vallei, rivier en huidige stad danken hun naam aan die vergelijking.
De Zwitserse pionier John Sutter vestigde zich samen met enkele anderen in augustus 1839 in de streek. Hij richtte een omwalde handelskolonie op, die hij New Helvetia noemde, maar die nu bekendstaat als Sutter's Fort. In 1847 ontving hij 2000 fruitbomen, waarmee hij de landbouw in de Sacramento Valley op gang trok. In 1848 ontdekte James W. Marshall goud in Sutter's Mill in Coloma, zo'n 80 kilometer ten noordoosten van het fort. Hoewel Sutter de bekendmaking ervan wou beperken, bereikte het nieuws toch al snel het brede publiek, waardoor er een goldrush op gang kwam, die honderdduizenden mensen naar Californië trok. Het was John Sutter jr. die toen samen met Samuel Brannan de stad Sacramento uittekende. Sutter jr. huurde ingenieur William H. Warner in om het stratenplan te ontwerpen.

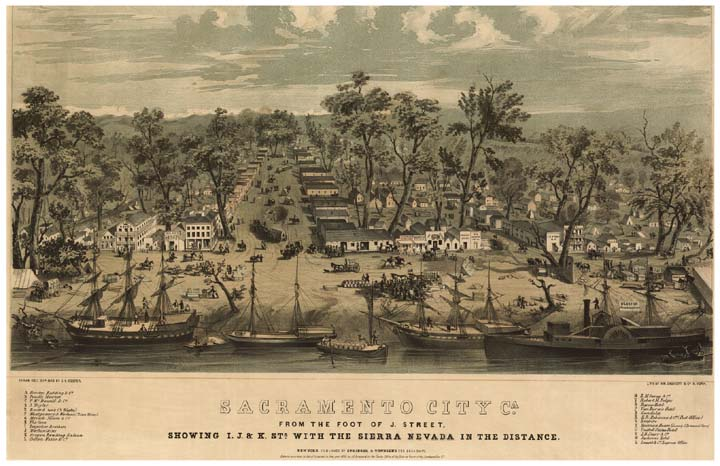
Sacramento in 1849

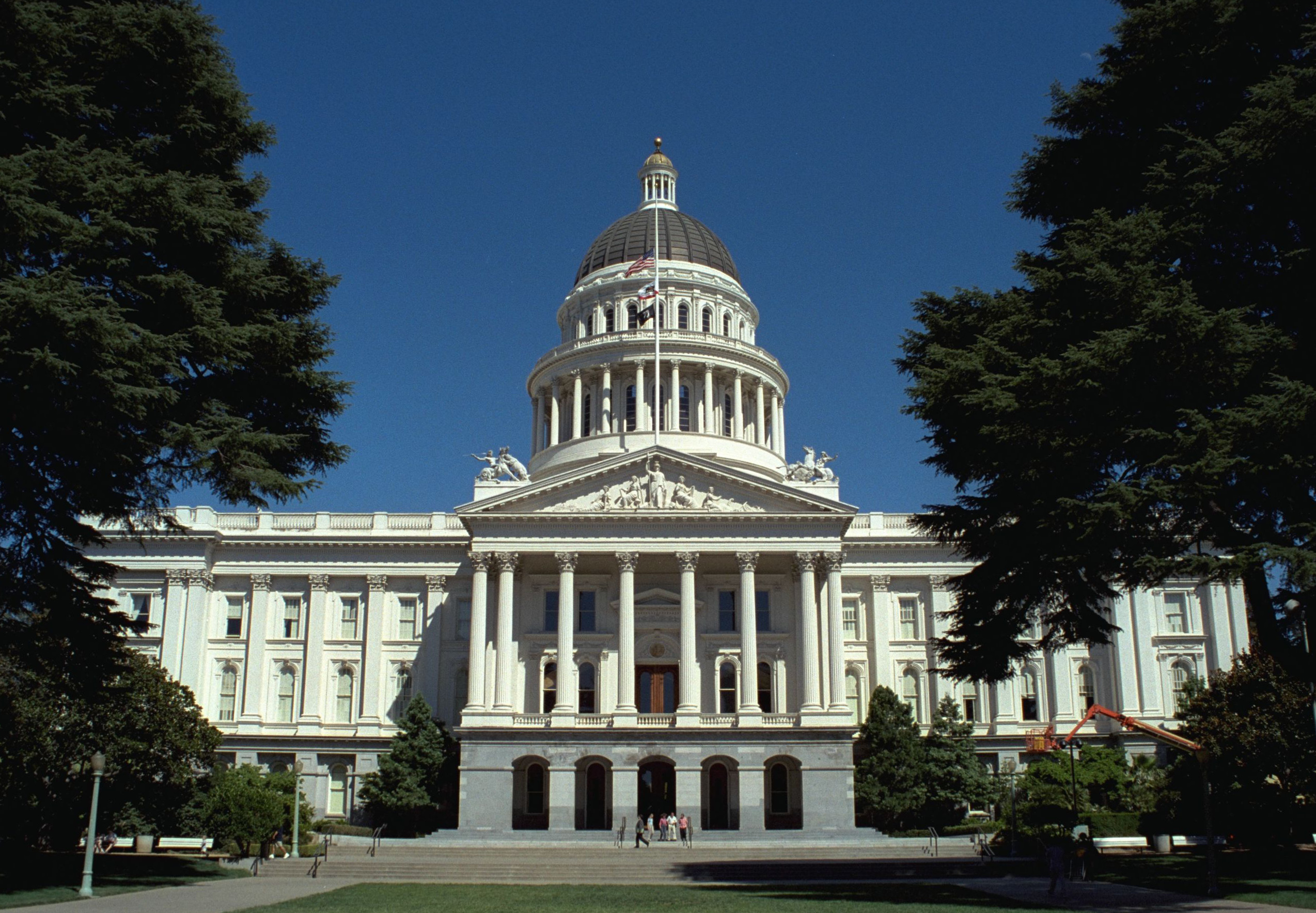
Het Capitool van Californië

Het deel van Sacramento dat Warner had uitgetekend, bevindt zich ten oosten en ten zuiden van de monding van de American River in de Sacramento. Een aantal naburige dorpen en stadjes, zoals Fair Oaks, Carmichael, Citrus Heights, Elk Grove, Folsom, Rancho Cordova, Roseville, Rocklin, West Sacramento, Natomas, Del Paso Heights, Orangevale en North Highlands zijn op termijn deel gaan uitmaken van de agglomeratie. De burgers van Sacramento ondertekenden in 1849 het charter van de stad, dat in 1850 erkend werd door de nieuwe overheid van Californië. De stad werd op 27 februari 1850 geïncorporeerd; daarmee is het de oudste stad van de staat. Hoewel de stad in de vroege jaren 1850 te lijden had onder overstromingen, branden en cholera-epidemieën, bleef ze snel groeien, deels vanwege haar goede ligging dicht bij de Mother Lode.
Door de Eerste en Tweede Opiumoorlogen tussen China en de Europese mogendheden, maar ook door grote armoede, vluchtten er in de jaren 1840 en 1850 veel Chinezen naar de westkust van de Verenigde Staten. De meeste kwamen toe in San Francisco, dat op dat moment de grootste stad was, maar ook naar Sacramento. De stad had haar eigen Chinatown langs I Street tussen 2nd en 6th Street. Chinezen in de Verenigde Staten werden lange tijd gediscrimineerd. Veel Chinezen bleven evenwel veerkrachtig onder de toenemende druk van onder andere blanke arbeiders. Ze hebben onder andere bijgedragen aan de bouw van de spoorwegen en de dijken in Sacramento en het omliggende land.
In 1854 besliste het parlement van Californië, gesteund door gouverneur John Bigler, om van Sacramento de nieuwe hoofdstad van Californië te maken. In 1860 begon men met de bouw van het Capitool in een stijl die aan het Capitool in Washington D.C. doet denken. In 1869, terwijl de bouw nog bezig was, vergaderden de twee kamers van het parlement voor het eerst in het Capitool. Door haar hernieuwde status en strategische ligging, bloeide Sacramento helemaal op. Het werd de westelijke terminus van de Pony Express en later van de First Transcontinental Railroad. De bouw van die laatste was in Sacramento begonnen en werd gefinancierd door "The Big Four": Mark Hopkins, Charles Crocker, Collis P. Huntington en Leland Stanford.
In 1850 overstroomde de stad, wat tot cholera- en griepepidemieën leidde. Ook in 1861, het jaar dat Leland Stanford gouverneur werd, overstroomde Sacramento. Vanaf 1862 werden de straten van Sacramento systematisch opgehoogd, door er bakstenen muren boven op te bouwen, de resterende ruimte met aarde te vullen, en een nieuw wegdek aan te leggen. Wat vroeger de gelijkvloerse verdieping was, werd nu de kelder. Veel gebouwen werden, om dat te voorkomen, met een krik opgetild tot op het juiste niveau.
De rivieren waren niet alleen een bron van problemen; ze zorgden ook voor vervoer en toenemende handel. Openbare werken werden meer dan eens gefinancierd door tol gewonnen uit scheepvaart op de Sacramento en de American River. Naarmate het belang van de mijnbouw afnam, ontwikkelde zich een sterke landbouweconomie rond Sacramento.
Het huidige city charter werd in 1920 door kiezers aangenomen. Er werd gekozen voor een stedelijke administratie met een raad, een burgemeester en een stadsmanager. In 1964 fuseerde de stad North Sacramento met Sacramento, waardoor de bevolking sterk toenam. Ook de wijk Natomas werd stapsgewijs bij Sacramento gevoegd.
Zoals veel andere steden in de VS, geraakte downtown Sacramento in de jaren 1950 in verval. De rijke burgers trokken namelijk massaal naar de nieuwe voorsteden. Die trend heeft zich nu weer omgekeerd, met name door vernieuwings- en renovatieprojecten in het historische hart van Sacramento. De herontwikkeling van Sacramento wordt weleens aangehaald als een van de succesvolste in het land. Als een gevolg van dat succes hoort de agglomeratie tegenwoordig bij de snelst groeiende van de staat. Hierdoor is het ook een van de snelst gentrificerende, na New York en San Francisco; het vormt een overloop vanuit de Bay.

## Geografie
Sacramento ligt in de Sacramento Valley, het noordelijk deel van de Centrale vallei, op 9 meter hoogte. De stad is gebouwd aan de samenvloeiing van de rivieren de Sacramento vanuit het noorden en de American River vanuit het oosten, die vervolgens als de Sacramento verder zuidwaarts stromen. Een groot deel van het aanliggende gebied ten westen van de stad wordt gebruikt om mogelijke overstromingen te regelen, omdat de stad daarvoor kwetsbaar is. Dit is ook de reden waarom de agglomeratie zich 6 km westelijk van het centrum uitstrekt (West Sacramento), maar 48 km oostelijk en noordoostelijk en 16 km zuidelijk. Volgens het United States Census Bureau beslaat de plaats een oppervlakte van 259 km², waarvan 2,19% oppervlaktewater is.

## Demografie
De volkstelling van 2010 wees uit dat er 466.488 mensen in Sacramento woonden. In 2017 werd het inwonersaantal geschat op 501.901. De bevolkingsdichtheid bedroeg 1.799 mensen/km². De etnische samenstelling van de bevolking was als volgt: 45,0% wit, 17,8% Aziatisch, 16,6% Afro-Amerikaans, 1,4% van de eilanden in de Stille Oceaan en 1,1% indiaans. De grootste groepen Aziatische Amerikanen in Sacramento waren Chinezen, Hmong, Filipijnen, Indiërs, Vietnamezen, Laotianen en Japanners. Daarnaast identificeerde 12,3% zich met een ander ras en 7,1% met twee of meer rassen. In totaal bestempelde 26,9% van de inwoners zich als Hispanic of Latino; de overgrote meerderheid daarvan was van Mexicaanse origine.

## Bereikbaarheid

### Luchthaven
Sacramento heeft haar eigen internationale luchthaven, Sacramento International Airport, bereikbaar via Highway 5, onder andere met Yolobus.

### Snelweg
Liggend aan zowel Interstate 80 als Interstate 5, met afsplitsingen naar Interstate 50 en Highway 99, kun je Sacramento een belangrijk snelwegknooppunt noemen.

### Openbaar vervoer
Het Sacramento Regional Transit District is verantwoordelijk voor het openbaar vervoer en doet dit met bussen en lightrail. Met de Lightrail heeft Sacramento haar eigen vorm van een tramnetwerk. In 1987 openden de Blue en de Gold lijnen, in 2012 de Green line. Daarmee is het op tien na drukste lightrailnet van Amerika. Er zijn 60 busroutes die in totaal een oppervlakte van 1,0826 km² bedienen.

## Cultuur
De California State University - Sacramento is de prominentste universiteit in de streek. De Universiteit van Californië - Davis bevindt zich 24 km ten westen van de hoofdstad. Het eminente onderzoeksziekenhuis UC Davis Medical Center ligt bovendien in Sacramento.
Er zijn twee kranten: de Sacramento Bee en Sacramento News & Review. De laatste, een weekblad, heeft de uitgaansagenda en is gratis verkrijgbaar.

## Religie

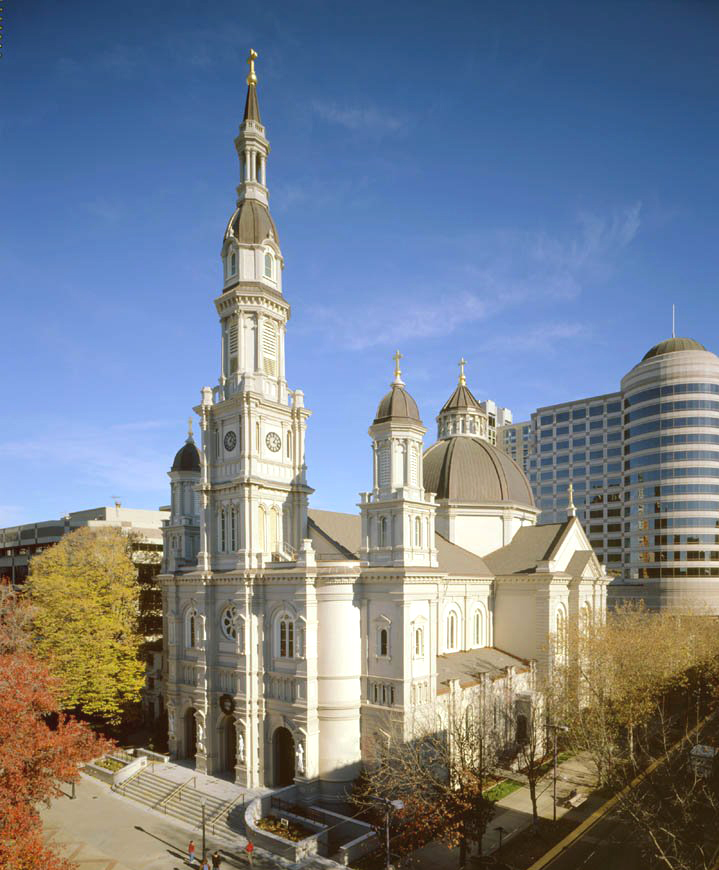
De katholieke Kathedraal van het Heilig Sacrament

Sinds 1886 is Sacramento de zetel van een rooms-katholiek bisdom.

## Sport
Basketbalclub Sacramento Kings is de enige sportclub uit Sacramento die uitkomt in een van de vier grootste Amerikaanse sportcompetities.

## Bezienswaardigheden
- Big Four House
- The California Museum met de California Hall of Fame
- California State Railroad Museum
- Capitool van Californië
- Crocker Art Museum
- Governor's Mansion
- Kathedraal van het Heilig Sacrament
- Leland Stanford Mansion
- Old Sacramento State Historic Park
- Pony Express Terminal
- Sutter's Fort
- Tower Bridge
- University Arboretum

## Stedenbanden
Sacramento heeft volgens de organisatie Sister Cities International stedenbanden met:
- Ashkelon (Israël)
- Bethlehem (Palestina)
- Chisinau (Moldavië)
- Hamilton (Nieuw-Zeeland)
- Jinan (China)
- Liestal (Zwitserland)
- Manilla (Filipijnen)
- Matsuyama (Japan)
- Mexicali (Mexico)
- Pasay (Filipijnen)
- San Juan de Oriente (Nicaragua)
- Yongsan-gu (Zuid-Korea)